# Фланнан (острова)
Острова Фла́ннан (гэльск. Eileanan Flannach; англ. Flannan Isles) — небольшой архипелаг, часть Внешних Гебрид. Находятся в 32 километрах западнее острова Льюиса.
Последние жители покинули остров в 1971 году, после автоматизации маяка.
Остров знаменит таинственным исчезновением всех трёх смотрителей маяка в декабре 1900 года.

## География
Архипелаг разделен на три группы. Общее количество островов — семь. Общая площадь составляет около 60 гектаров, а высшая точка достигает 88 метров над уровнем моря.

## Маяк
Маяк расположен на острове Эйлин-Мор (англ. "Eilean Mòr"). Высота — 23 метра. Строительство было начато в 1895 году, а запуск состоялся 7 декабря 1899. Расположен неподалёку от высочайшей точки архипелага. Топливом маяка служит ацетилен. Сигнал маяка виден в радиусе 30 километров.
В 1925 году стал одним из первых маяков в Шотландии, оборудованных телеграфом.
28 сентября 1971 маяк был автоматизирован. С этого момента остров стал необитаемым.

### Таинственное исчезновение смотрителей
Согласно распорядку, на маяке должны были постоянно находиться три смотрителя. Ещё один смотритель был на береговой станции в Брасклит (англ. Breasclete) и при каждом рейсе на острова сменял одного из смотрителей. На момент инцидента на маяке были второй помощник смотрителя Джеймс Дукат (англ. James Ducat), первый помощник Томас Маршалл (англ. Thomas Marshall) и ассистент Дональд «Случайный» МакАртур (англ. Donald "Occasional" McArthur). За три недели до этого главный смотритель Джозеф Мур (англ. Joseph Moore) покинул маяк в соответствии со служебными инструкциями и, по его словам, при его отъезде всё было, как обычно.
Первый тревожный сигнал поступил 15 декабря 1900 года. Пароход «Арктор» (англ. Archtor), следовавший из Филадельфии в Лит, сообщил, что сигнала с маяка не поступает. Об этом сообщили по прибытии, но каких-либо срочных мер предпринято не было. Плановый рейс на острова, который был назначен на 20 декабря, был отменён ввиду плохих погодных условий — 16 декабря начался шторм, из-за чего судно «Гесперус» (англ. Hesperus), обслуживающее маяк, прибыло на остров только 26 декабря в полдень.

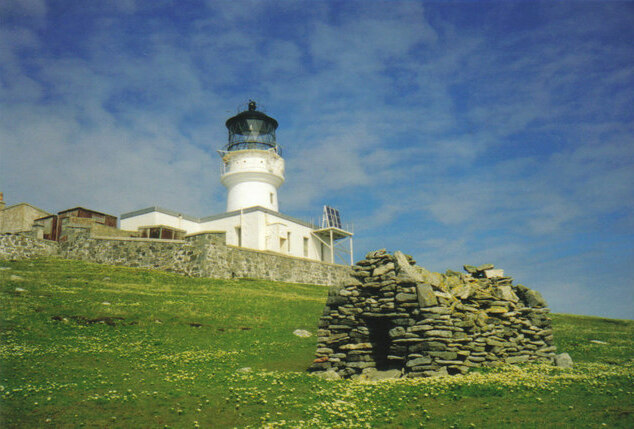
Маяк на островах Фланнан. Справа на склоне расположена старая часовня.

По прибытии команда и Джозеф Мур сразу же столкнулись со странными вещами. На причале виднелся голый флагшток, отсутствовали пустые коробки, предназначенные для выгрузки провианта, а самое главное — никто их не встречал. Капитан подал звуковой сигнал, но по-прежнему никто из смотрителей не появился.
Вначале на разведку был отправлен Мур, который обнаружил, что ворота маяка, а также все двери, были заперты. Открыв их, он увидел, что кровати смотрителей заправлены, а часы остановились. Возвратившись на пристань и рассказав об увиденном, он получил в помощники матроса с корабля, и они вдвоём вернулись назад на маяк. Их дальнейшие поиски выявляли всё более запутанные факты. Лампы маяка были почищены и заправлены топливом. Один из трёх водонепроницаемых плащей был на месте. Учитывая плохую погоду, вряд ли кто-то из смотрителей отважился бы покидать маяк без них. Единственным признаком беспорядка был перевёрнутый стул. Никаких вещей или знаков, указывающих на место пребывания трёх смотрителей, не было.
На острове были оставлены смотритель и ещё три моряка. Сам корабль вернулся назад на береговую станцию. По прибытии капитан корабля рапортовал:
«Загадочный инцидент произошел на островах Фланнана. Три смотрителя, Джеймс Дукат, Томас Маршалл и Дональд „Случайный“ МакАртур бесследно пропали с острова. Остановившиеся часы и другие факты указывают на то, что это произошло около недели назад. Бедные ребята! Должно быть, их сдуло ветром с утёса, или они утонули, пытаясь починить подъемный механизм или что-нибудь подобное».
В это время люди, оставшиеся на островах, исследовали каждый клочок земли в надежде найти любые улики, которые могли бы пролить свет на то, что действительно произошло на острове. Западный причал острова был практически не повреждён ураганом, а вот восточный — здорово пострадал. Ящик, находившийся фактически на высоте 33 метра от уровня моря, был опрокинут, и всё его содержимое валялось повсюду. Металлические рельсы были погнуты, а местами выкорчеваны из бетонного основания. Огромный кусок скалы, находившийся на вершине холма, а это более 60 метров над уровнем моря, был сдвинут более чем на метр от своего привычного положения. Последняя запись в журнале наблюдений была сделана в 9:00 15 декабря 1900 года, а перед этим в ночь на 14 декабря смотрители зафиксировали шторм.

### Теории и заблуждения
Некоторые догадки и попытки представить реальный ход событий получили отражение в художественной литературе. Например, в балладе «Фланнанские острова» (англ. "Flannan Isles") Уилсона Гибсона (англ. Wilson Gibson) 1912 года автор упоминает о том, что на столе осталась нетронутой еда, хотя в записях, которые производил Джозеф Мур при осмотре, упоминается следующее:
«Вся кухонная посуда чиста, вероятнее всего, исчезновение произошло через некоторое время после обеда».
Нередко любители теорий заговора упоминают о странной записи в вахтенном дневнике, которая описывает загадочный сильный шторм, случившийся накануне исчезновения. Шторм якобы имел мистический характер, так как его видели только пропавшие смотрители (причём во время шторма они вели себя весьма странно: плакали и молились), в то время как местные метеорологические сводки описывали ясную погоду в тот день и полное отсутствие штормов. На самом деле эти записи, как выяснилось, были поздней мистификацией.
Также рассматривали множество других гипотез, например, о том, что один из смотрителей убил двух других, а их тела выбросил в море, и в приступе раскаяния сам бросился в море. Или о том, что мужчин унесла гигантская морская змея (птица), что смотрители были похищены зарубежными шпионами, и многие другие. Любители исследований паранормальных явлений склоняются к версии причастности потусторонних сил.
Во время исследования разных версий о причине исчезновения моряков нашли ряд интересных фактов.
В старину на острова часто совершали паломничество, на них некогда располагалась часовня, где жил монах-отшельник.
Названия острова Eilean Mor переводится с древнего местного наречия как «мертвый эльф», с тех времен существовало суеверие среди местных жителей, что остров является обителью душ мёртвых эльфов, по этой причине местные рыбаки старались не оставаться на нем на ночь. Во время строительства маяка погибло пятеро рабочих: один упал со строительных лесов, ещё четверо утонули, когда перевернулась лодка, в которой они плыли.
Это исчезновение до сих пор является частой темой среди любителей паранормальных явлений.

### Официальное расследование
29 декабря 1900 на острова прибыл Роберт Мюрхэд (англ. Robert Muirhead), руководитель Администрации Маяков Шотландии, для того, чтобы провести официальное расследование инцидента.
Заключение, вынесенное Робертом Мюрхэдом, стало гораздо более прозаичным, нежели те слухи, которые ходили вокруг исчезновения смотрителей. Исследовав одежду, оставленную в маяке, он постановил, что Джеймс Дукат, Томас Маршалл и Дональд МакАртур покинули маяк во время проливного дождя. Оставив маяк без присмотра, смотрители нарушили правила, установленные Администрацией Маяков Шотландии. Также в своём заключении Мюрхэд отметил, что у него возникли сомнения по поводу повреждений в районе восточного причала, до тех пор, пока он не увидел их сам.
«На основании тех свидетельств, которые были у меня в распоряжении, я могу заключить следующее: мужчины были на службе до обеда 15 декабря 1900. Ввиду надвигающейся бури, они отправились на берег, для того чтобы получше закрепить ящик, в котором находились швартовочные снасти. Когда смотрители достигли берега, шторм резко усилился и, вероятнее всего, внезапная волна накрыла смотрителей полностью и смыла их в море».

### Более поздние теории и интерпретации
Николсон (англ. Nicholson) (1995) предложил альтернативную версию гибели смотрителей.
Береговая линия островов глубоко изрезана узкими оврагами. Западный причал, расположенный именно в таком овраге, заканчивается в пещере. Во время прилива или при штормах вода врывается в пещеру и затем отражается назад с огромной силой. Николсон размышляет, что один из смотрителей, возможно, видел, что большие волны приближаются к острову, и, предполагая вероятную опасность, в которой находились его коллеги, бросился бежать, чтобы предупредить их. У этой теории есть преимущества — объясняется опрокинутый стол и плащи, остающиеся в закрытом помещении, хотя остается непонятным, как в такой спешке он успел закрыть все двери и ворота.
Гасуэл-Смит (англ. Haswell-Smit) (2004) взял за основу идею, предложенную Уолтером Альдебертом (англ. Walter Aldebert), смотрителем маяка на островах Фланнана в 1953—1957 годах. Альдеберт полагал, что один смотритель был смыт в море. Его компаньон помчался назад к маяку для помощи. Третий смотритель уже двигался на помощь, но оба они были смыты второй огромной волной.

## Интересные факты
- Идея об исчезновении смотрителей стала основой одного из эпизодов сериала Доктор Кто.
- Композитор Питер Максвелл Дэвис (англ. Peter Maxwell Davies) поставил камерную оперу Lighthouse (1979) на основе событий происшествия.
- Британская группа Genesis в 1968, работая над своим первым альбомом, записала песню The Mystery of Flannan Isle Lighthouse, но выпущена она была только в 1998.
- В 2005 Анжела Элиотт (англ. Angela J. Elliott) написала роман под названием Some Strange Scent of Death об исчезновении смотрителей Фланнанского маяка.
- В компьютерной игре Джонатана Боакса Dark Fall: Lights Out (русское название Обитель Тьмы 2) (Квест, 2004) обыгрывается это таинственное исчезновение. Действие игры происходит в начале 1900-х годов, и главный герой должен расследовать исчезновение смотрителей островного маяка. Также в игре цитируется упомянутая в статье баллада Уилсона Гибсона (отрывок можно найти в тумбочке, в комнате исчезнувших смотрителей).
- В 2019 году датский режиссёр Кристоффер Нюхольм снял психологический триллер Исчезновение (англ. The Vanishing), показав свою версию событий, произошедших на островах Фланнан в 1900 году. В главной роли Джерард Батлер.